# Festa Major de Can Baró
La Festa Major de Can Baró se celebra la segona quinzena de juny al barri de Can Baró, al districte d'Horta-Guinardó. La festa major de Can Baró s'estructura a partir de tota mena d'activitats que tenen per finalitat cohesionar la vida associativa del barri i fer-la més accessible als veïns. S'hi fan esdeveniments esportius, vermuts i tastos gastronòmics, activitats infantils i juvenils, balls i concerts. L'oferta, que no bandeja pas la cultura popular, vol satisfer tots els gustos i arribar a totes les edats.

## Actes destacats
- Cercavila. La secció de tabalers de les Fures de Can Baró, una entitat de foc molt lligada al barri, organitza una cercavila de percussió que acaba amb una xocolatada popular.[1]
- Correfoc. A la festa major de Can Baró, com passa en molts barris de Barcelona, totes les activitats del correfoc es concentren en un sol vespre. Els encarregats d'organitzar-lo són les Fures de Can Baró i el seu grup de percussió, els Trons. Els actes comencen amb el correfoc infantil, seguit d'una tabalada. Quan ja és fosc, arrenca el correfoc dels grans, que s'acaba a l'avinguda de la Mare de Déu de Montserrat amb la lectura dels versots i un castell de focs.[1]
- Matinades populars. A primera hora del matí uns quants grups de grallers es dispersen pels carrers del barri amb l'objectiu de despertar els veïns i fer-los saber que el dia principal de la festa major ja ha arribat.[1]
- Cercavila popular. Les entitats de cultura popular del barri, algunes de fora i els gegants d'escola s'uneixen per participar en la cercavila més important de la festa major.[1]